# Cecil Burleigh

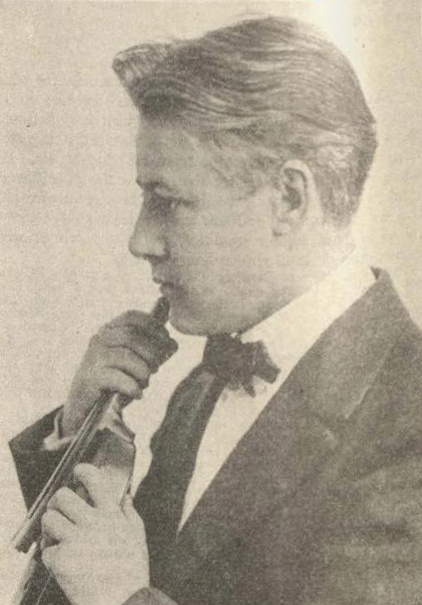
Cecil Burleigh (1923)

Cecil Burleigh (* 17. April 1885 in Wyoming; † 28. Juli 1980 in Madison) war ein amerikanischer Violinist, Komponist und Musikpädagoge.

## Leben und Werk
1902 ging Cecil Burleigh nach Berlin und wurde Schüler von Anton Witek (Violine) und  Hugo Leichtentritt (Komposition). 1905 kehrte er in die Vereinigten Staaten zurück und studierte am Chicago Musical College bei Felix Borowski Komposition und bei Émile Sauret Violine.  In den Jahren 1919 bis 1921 studierte er noch bei dem Violinisten Leopold Auer.
Von 1909 bis 1911 wirkte Cecil Burleigh am Denver Institute of Music and Dramatic Art, von 1911 bis 1914 am Morningside College in Sioux City, von 1914 bis 1919 an der University of Montana. Von 1919 bis 1921 wirkte er als Konzertviolinist in New-York unter anderem mit Rosa Ponselle, Louis Graveure und Rudolph Ganz. Von 1922 bis 1955 leitete er die Violin- und Kompositionsklassen an der University of Wisconsin. Nach seinem Renteneintritt begann Cecil Burleigh zu malen.
Als Komponist schrieb Cecil Burleigh Orchesterwerke, drei Violinkonzerte, zwei Violinsonaten, Violin- und Klavierstücke sowie Lieder.